# Sean Pertwee

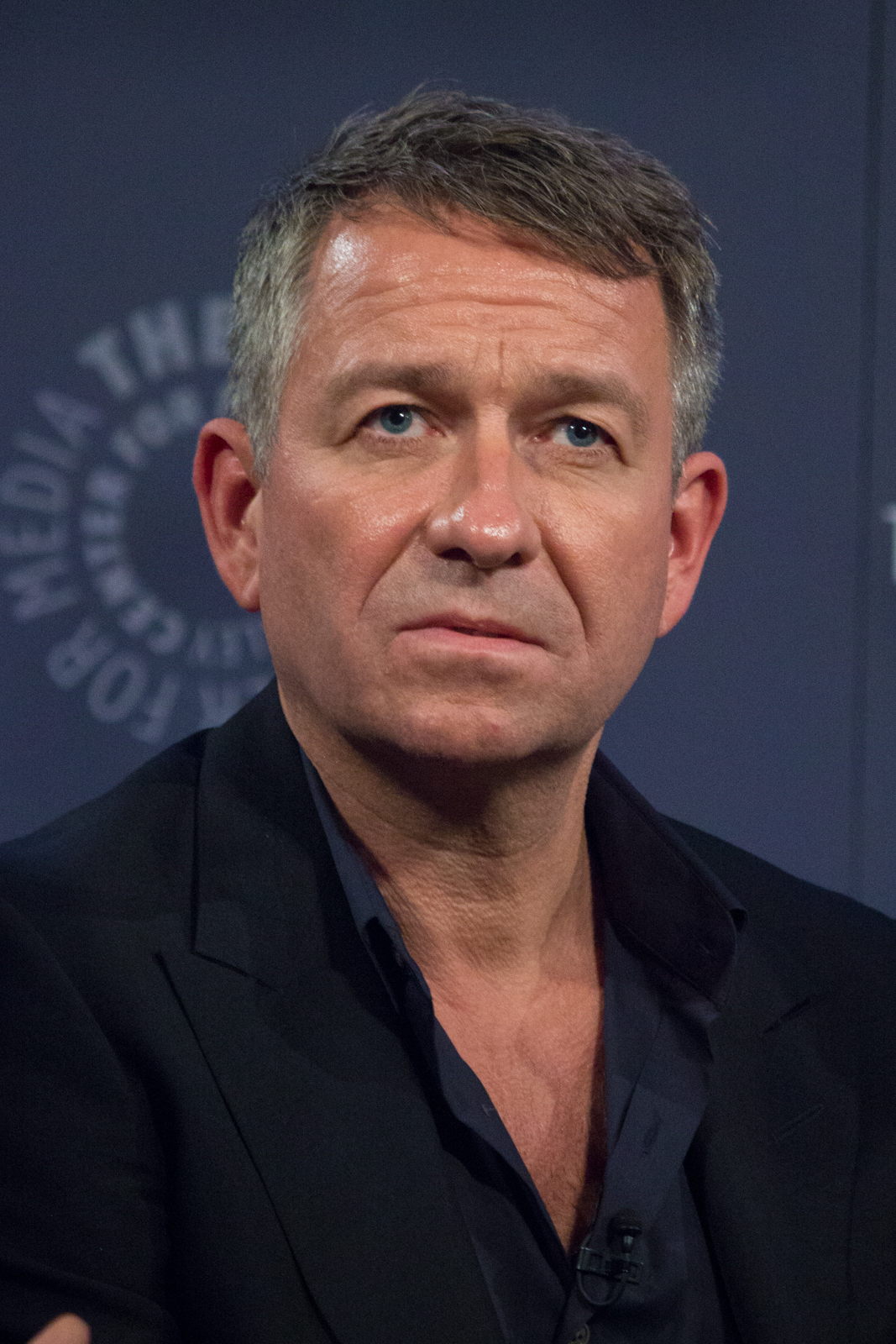
Sean Pertwee (2014)

Sean Pertwee (* 4. Juni 1964 in London) ist ein britischer Schauspieler. Er ist der Sohn von Jon Pertwee, der in Großbritannien als dritter Hauptdarsteller der populären Fernsehserie Doctor Who bekannt ist. Auch Seans Schwester Dariel Pertwee ist Fernsehschauspielerin.
Pertwee erhielt seine Schauspielausbildung an der renommierten Bristol Old Vic Theatre School. 1986 graduierte er und gehörte danach von 1986 bis 1989 zum Ensemble der Royal Shakespeare Company. Ende der 1990er Jahre führte er zusammen mit Sadie Frost, Jude Law, Jonny Lee Miller und Ewan McGregor die Filmproduktionsfirma Natural Nylon, die 2003 aufgelöst wurde.
In seiner britischen Heimat genießt Pertwee aufgrund seiner markanten, tiefen Stimme große Popularität als Sprecher von Werbespots und Filmdokumentationen. Er gehört im englischen Sprachraum zu den populärsten Sprechern von PC-Spielen, unter anderem ist er in Spielen wie Killzone und Fire Warrior zu hören.
Seit 1999 ist er mit der Maskenbildnerin Jacqueline Jane „Jacqui“ Hamilton-Smith, der Tochter von Baron Colwyn, die zuvor eine Beziehung mit Robbie Williams geführt hatte, verheiratet. Das Paar erwartete im Jahr 2001 Zwillings-Brüder. Die Babys kamen vier Monate zu früh zur Welt; einer der Söhne starb.

## Filmografie (Auswahl)
- 1975: Billy Smart’s Children’s Circus (Niederlande)
- 1989, 2013: Agatha Christie’s Poirot (Fernsehserie, 3 Folgen)
- 1994: Shopping
- 1994: Bruder Cadfael (Cadfael, Fernsehserie, 4 Folgen)
- 1995: Gegen die Brandung (Blue Juice)
- 1997: Event Horizon – Am Rande des Universums (Event Horizon)
- 1998: Star Force Soldier (Soldier)
- 1998: Talos – Die Mumie (Tale of the Mummy)
- 1999: Cleopatra
- 2000: Du lebst noch 7 Tage (Seven Days to Live)
- 2001: The 51st State
- 2002: Equilibrium
- 2002: Dog Soldiers
- 2002: Julius Caesar
- 2005: God’s Army IV – Die Offenbarung (The Prophecy: Uprising)
- 2005: Goal – Lebe deinen Traum (Goal! The Dream Begins)
- 2006: The Last Mission – Das Himmelfahrtskommando (The Last Drop)
- 2006: Wilderness
- 2006: Goal II – Der Traum ist real! (Goal II – Living the Dream!)
- 2006: Agatha Christie’s Marple (Fernsehserie, 1 Folge)
- 2007: Botched – Voll verkackt! (Botched)
- 2008: Doomsday – Tag der Rache (Doomsday)
- 2008: Mutant Chronicles (The Mutant Chronicles)
- 2010: Luther (Fernsehserie, Folge 1x02)
- 2011: Liebe auf Finnisch (Vuosaari)
- 2012: The Seasoning House
- 2012: Footsoldiers of Berlin – Ihr Wort ist Gesetz (St George’s Day)
- 2013: The Cop – Crime Scene Paris (Jo, Fernsehserie, 6 Folgen)
- 2013: The Five(ish) Doctors Reboot (Kurzfilm)
- 2013–2014: Elementary (Fernsehserie, 3 Folgen)
- 2014: Die Musketiere (The Musketeers, Fernsehserie, Folge 1x10)
- 2014–2019: Gotham (Fernsehserie, 84 Folgen)
- 2015: Howl
- 2020: The Reckoning
- 2020: Two Weeks to Live (Fernsehserie)
- 2022: The Invitation – Bis dass der Tod uns scheidet (The Invitation)
- 2023: You – Du wirst mich lieben (You, Fernsehserie)